# Rhopalogaster araujoi
Rhopalogaster araujoi är en tvåvingeart som beskrevs av Carrera 1952. Rhopalogaster araujoi ingår i släktet Rhopalogaster och familjen rovflugor. Inga underarter finns listade i Catalogue of Life.